# Козловиці (Польща)
Козловиці (пол. Kozłowice, нім. Koselwitz) — село в Польщі, у гміні Гожув-Шльонський Олеського повіту Опольського воєводства.
Населення — 644 особи (2011).
У 1975—1998 роках село належало до Ченстоховського воєводства.

## Демографія
Демографічна структура станом на 31 березня 2011 року:
|          | Загалом | Допрацездатний вік | Працездатний вік | Постпрацездатний вік |
| -------- | ------- | ------------------ | ---------------- | -------------------- |
| Чоловіки | 320     | 64                 | 218              | 38                   |
| Жінки    | 324     | 49                 | 214              | 61                   |
| Разом    | 644     | 113                | 432              | 99                   |